# Montgalhard de Lauragués
Montgalhard de Lauragués (francès Montgaillard-Lauragais) és un municipi francès situat al departament de l'Alta Garona, a la regió Occitània.